# دينيس باوم
دينيس باوم (بالألمانية: Denis Baum)‏ (13 أبريل 1987 في ألمانيا - ) هو لاعب كرة قدم ألماني في مركز حراسة المرمى. لعب مع نادي هايدنهايم وفي إف بي شتوتغارت الثاني وSC Geislingen ‏.

## وصلات خارجية
- دينيس باوم على موقع قاعدة بيانات كرة القدم.إي يو (الإنجليزية)
- دينيس باوم على موقع بيانات كرة القدم. دي إي (الألمانية)